# Sergio Sánchez (Fußballspieler)
Sergio Sánchez Ortega (* 3. April 1986 in Mataró) ist ein spanischer Fußballspieler. Er spielt vorzugsweise in der Innenverteidigung, kann aber auch auf der Außenbahn agieren.

## Karriere
Sergio Sánchez begann seine Laufbahn bei seinem Heimatklub CE Mataró, mit 13 Jahren wechselte er schließlich zu Espanyol Barcelona, bei denen er am 24. April 2005 gegen Real Saragossa sein Debüt in der Primera División feierte. Im Januar 2007 verpflichtete Real Madrids Zweitmannschaft Castilla den Verteidiger leihweise bis Saisonende, im Juli wechselte Sergio Sánchez für ein weiteres Jahr zu Racing Santander erneut auf Leihbasis. Nachdem er in der Saison 2008/09 zu Espanyol zurückkehrte und dort auf der rechten Seite zum Stammspieler wurde, verpflichtete ihn im Juli 2009 der FC Sevilla für vier Millionen Euro.
Am 1. Januar 2010 wurde bei dem Spieler ein Herzproblem festgestellt. Daraufhin stellte er auf ärztlichen Rat einstweilen jegliche sportliche Betätigung ein. Weitere medizinische Untersuchungen sollten angestellt werden, um zu einer genauen Diagnose zu kommen.

## Titel
- Spanischer Pokal: 2006 mit Espanyol Barcelona

## Nationalmannschaft
Sergio Sánchez erreichte 2003 mit Spanien bei der U-17-Fußball-Weltmeisterschaft sowie bei der Europameisterschaft jeweils das Finale, wo man gegen Brasilien bzw. Portugal unterlag. Gegenwärtig ist er fester Bestandteil der spanischen U-21 und nahm mit ihr an der EM 2009 in Schweden teil.